# Glutpfanne von Hamrånge
Die 1943 entdeckte persische Glutpfanne von Hamrånge stammt aus der frühen Wikingerzeit (800–1050 n. Chr.) und befindet sich heute im Länsmuseet Gävleborg in Gävle in Schweden}. Sie wurde in der Nähe von Hamrånge, etwa 40 km nördlich von Gävle, einer Stadt in der schwedischen historischen Provinz Gästrikland in einem niedrigen Steinhaufen entdeckt.
Das annähernd würfelförmige, stark durchbrochene Gefäß mit kuppelartigem geschmückten Deckel und langem Stiel hat die Form einer 33 cm hohen Moschee. T. J. Arne und andere Kapazitäten untersuchten den Gegenstand. Es handelt sich um eine orientalische Glutpfanne, die man mit glühender Holzkohle füllte. Drei bronzene Zangen wurden ebenfalls gefunden.
Verbreitet war der Typ ab dem 6. Jahrhundert von Ägypten bis Iran. Die Moscheeform mit der so genannten sassanidischen Palmetten-Ornamentik datiert die Glutpfanne auf etwa 800 n. Chr. Unter dem Schaft fand sich die Inschrift:
»Bi 'sm illahi rahim« (deutsch: „In Gottes, des Barmherzigen, Namen“), eine Formel, die man als Einleitung zu Suren des Koran und als Inschrift auf arabischen Münzen kennt. In diesem Fall war sie in kufischer Schrift geschrieben. Es handelt sich um das Mitbringsel eines weit gereisten Wikingers.
In Hamrånge liegt auch der mit 30,0 m Durchmesser größte Grabhügel in Gästrikland, der Axmarhögen.